# Encyclia spiritusanctensis
Encyclia spiritusanctensis är en orkidéart som beskrevs av Lou Christian Menezes. Encyclia spiritusanctensis ingår i släktet Encyclia och familjen orkidéer. Inga underarter finns listade i Catalogue of Life.